# 마차시 1세
마차시 1세(헝가리어: I. Mátyás, 1443년 2월 23일 ~ 1490년 4월 6일)는 헝가리와 크로아티아의 국왕(재위: 1458년 ~ 1490년)이다. 후녀디 마차시(헝가리어: Hunyadi Mátyás) 또는 마티아스 코르비누스(라틴어: Matthias Corvinus, 독일어: Matthias Corvinus, 루마니아어: Matei Corvin 마테이 코르빈[*], 체코어: Matyáš Korvín 마티아시 코르빈[*], 슬로바키아어: Matej Korvín 마테이 코르빈, 크로아티아어: Matija Korvin 마티야 코르빈)라고 부르기도 한다.

## 생애
1443년 2월 23일 헝가리 콜로주바르(Kolozsvár, 현재의 루마니아 클루지나포카)에서 헝가리의 섭정인 후녀디 야노시의 둘째 아들로 태어났다. 헝가리 왕국의 중앙 집권화를 추진하면서 중세 헝가리의 전성기를 마련했다. 대외적으로는 오스만 제국, 보헤미아 왕국, 신성 로마 제국에 맞서서 헝가리 왕국의 세력을 확장해 나갔다.
1469년에는 보헤미아의 국왕으로 즉위했으며 1476년에는 나폴리 왕국의 국왕이었던 페르디난도 1세의 딸인 베아트리체 다라고나와 결혼했다. 1479년 보헤미아 올로모우츠에서 체결된 보헤미아와 헝가리 양국 간의 평화 조약에 따라 실레시아, 모라바, 루사티아를 획득했다. 1485년에는 오스트리아 빈을 점령했고 1487년에는 오스트리아 공국의 대공에 즉위했다. 1490년 4월 6일 오스트리아 빈에서 사망했으며 그의 시신은 헝가리 세케슈페헤르바르 성당에 안치되었다.
문화적으로는 이탈리아의 르네상스 문화를 수용했고 포조니(Pozsony, 현재의 슬로바키아 브라티슬라바)에 대학교를 설립했다. 또한 코르비누스 문고(Bibliotheca Corviniana)로 불리는 수많은 서적들을 수집했다.

## 사진

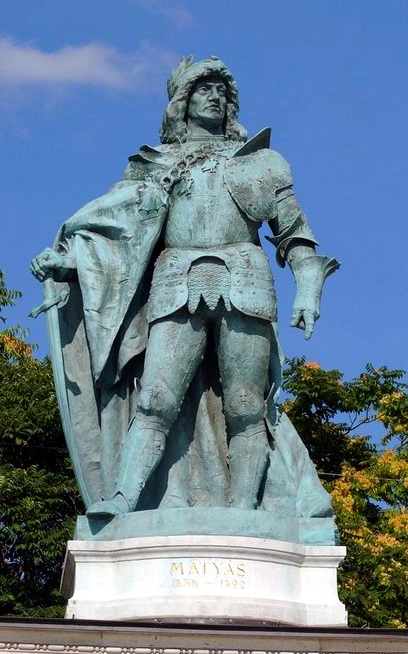
헝가리 부다페스트에 세워진 마차시 1세의 동상
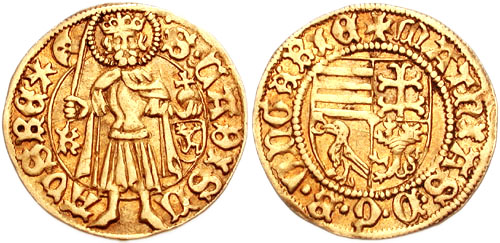
마차시 1세 시대에 통용된 포린트 금화
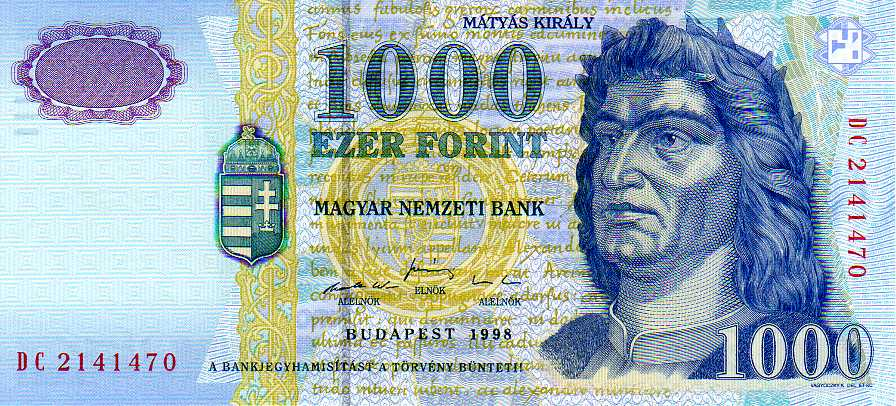
마차시 1세의 초상화가 그려진 헝가리 1,000 포린트 지폐